# جان ميلييه
جان ميلييه (بالانجليزية: Jean Meslier) (مواليد 15 يونيو عام 1664 - 17 يونيو عام 1729)، هو كاهن كاثوليكي فرنسي (الأب) اكتشف عند وفاته أنه قد كتب مقالًا فلسفيًا بحجم كتاب يروج للإلحاد والمادية. ينتقد النص، الذي وصفه المؤلف بأنه «وصيته» لأبناء رعيته، جميع الأديان ويندد بها.

## فِكره
في وصيته، لم يتبرأ ميلييه من إله المسيحية التقليدية فحسب، بل حتى الإله الشامل لللاهوت الطبيعي للربوبية. بالنسبة لملييه، إن مشكلة الشر غير متوافقة مع فكرة الله الصالح والحكيم. ينكر ميلييه أنه يمكن اكتساب أي قيمة روحية من المعاناة إذ استخدم الحجة الغائية ضد الله من خلال إظهار الشرور التي سمح بها الله في هذا العالم. بالنسبة له، تُعتبر الأديان مجرد افتراءات تحت رعاية النخب الحاكمة؛ على الرغم من أن المسيحيين الأوائل كانوا مثاليين في تقاسم متاعهم، إلا أن المسيحية قد تدهورت منذ فترة طويلة من خلال تشجيع قبول المعاناة والخضوع للطغيان مثلما يفعل ملوك فرنسا: إذ تم تفسير الظلم على أنه إرادة الكائن الحكيم. لم تكن أي من الحجج التي استخدمها ميلييه ضد وجود الله أصلية. في الواقع، قام باشتقاقها من كتب كتبها علماء اللاهوت الأرثوذكس في النقاش بين اليسوعيين والديكارتيين والينسينيين. اعتبر ميلييه بأن عدم قدرتهم على الاتفاق على دليل على وجود الله يُعد سببًا وجيهًا لعدم افتراض وجود أسباب مقنعة للإيمان به.
اتخذت فلسفة ميلييه طابع الإلحاد. نفى بدوره وجود النفس ورفض فكرة حرية الإرادة. في الفصل الخامس، يكتب الكاهن: «في حال عجز الإنسان عن فهم الله، فإنه لمن العقلانية عدم التفكير فيه على الإطلاق». وصف ميلييه الله لاحقًا بأنه «كمير» وجادل بأن افتراض الله ليس شرطًا أساسيًا للتحلي بالأخلاق. في الواقع، يخلص ميلييه إلى أن «في حال وجود الله أم لا [...] فإن واجبات الرجال الأخلاقية هي ذاتها ما داموا يحتفظون بطبيعتهم».
في الفصلين الثالث والثلاثين والرابع والثلاثين، تحدى ميلييه صحة يسوع العقلية من خلال الإيحاء بأن يسوع «كان رجلًا مجنونًا ومتعصبًا» (بالفرنسية: étoit véritablement un fou, un insensé, un fanatique).
في أشهر اقتباساته، يشير ميلييه إلى رجل «تمنى أن يتم شنق جميع الرجال العظماء في العالم وكل النبلاء وخنقهم بين أيادي الكهنة». يعترف ميلييه بأن تعبيره هذا قد يبدو فظًا وصادمًا، لكنه يعلق على أن هذا ما يستحقه الكهنة والنبلاء، ليس بدافع الانتقام أو الكراهية، بل من أجل حب العدالة والحقيقة.
من الأحاديث الشهيرة أيضًا نسخة ديدرو: «باستخدام قوة الكاهن الأخير، دعونا نخنق رقبة الملك الأخير». خلال الاضطرابات السياسية في أحداث مايو عام 1968، أعاد الطلاب المتطرفون من لجنة حركة عمل السوربون صياغة نص ميلييه، قائلين بأن «لن تنعم الإنسانية بالهناء حتى يتم تعليق رأس آخر رأسمالي بأيادي البيروقراطي الأخير».
هاجم ميلييه بشدة الظلم الاجتماعي وطرح نوعًا من الشيوعية الأولية الريفية. حيث أن جميع الناس في منطقة ما ينتمون إلى بلدية تكون فيها الثروة مشتركة، والجميع لديه عمل. بُنيت المجتمعات المتعمدات على مبدأي الحب والأخوة وهي تتحالف لمساعدة بعضها البعض والحفاظ على السلام.
كتب ميلييه، وهو معارض للقسوة على الحيوانات، واصفًا إياه بأنه «عمل من أعمال القسوة والهمجية والقتل وضرب من الجنون حين يتم قطع حلق الحيوانات، التي لا تضر بأي شخص بالطريقة التي نقوم بها نحن». اعتبر عدم تعاطف المسيحيين واهتمامهم بمعاناة الحيوانات على يد الإنسان، وفقًا لماثيو ريكارد، دليلًا إضافيًا على «عدم وجود إلههم أو خبثه».